# Bógwidze
Bógwidze – wieś w Polsce położona w województwie wielkopolskim, w powiecie pleszewskim, w gminie Pleszew. Położona 12km od Pleszewa
| SIMC    | Nazwa    | Rodzaj                |
| ------- | -------- | --------------------- |
| 0206888 | Józefina | część wsi             |
| 0206894 | Kotarby  | część wsi, do 2024 r. |

W latach 1975–1998 miejscowość administracyjnie należała do województwa kaliskiego.
Miejscowość wymieniana w źródłach od 1409. W I ćw. XVI wieku należała do Bógwidzkich, w 1579 r. do Krakowskich i Chwałęckich, a około 1618 do właścicieli cząstkowych m.in. Tokarskich. Od 1789 r. była własnością Kuczkowskich. Następnie majątek, do 1839, był własnością Maksymiliana z Taczanowa, do 1876 wraz z Kotarbami i Józefiną, jego syna, Juliana Taczanowskiego. W 1876 majątek Bógwidze (na mocy testamentu z 1863) wszedł w skład ordynacji Taczanowskiej i znajdował się w niej do 1946 r. 
W 1768 w Bógwidzach znajdował się m.in. dwór. Obecnie w tym miejscu znajduje się jedynie wzgórze z pozstałościami po dawnej świetności pałacu. W 1789 wieś z majątkiem liczyła 18 domów i 102 mieszkańców, a w 1846 – 11 domów i 141 mieszkańców. W 1858 obszar majątku obejmował 2591 mórg, a do 1864 wzrósł do 2624 mórg. W 1881 powierzchnia dóbr wynosiła 670 ha. 
Zachowany zespół folwarczny składa się z podwórza gospodarczego i domu robotników folwarcznych. Dwór rozebrano w 1974. We wsi istnieje również park krajobrazowy z II połowy XIX wieku zachowany częściowo, o pierwotnej powierzchni 2,21 ha.
Wieś w roku 2011 liczyła 330 mieszkańców.